# Springfield Open 1977
Lo Springfield International Tennis Classic 1977 è stato un torneo di tennis giocato sul sintetico indoor. È stata la 1ª edizione del Springfield International Tennis Classic, che fa parte del Colgate-Palmolive Grand Prix 1977. Si è giocato a Springfield (Massachusetts) negli Stati Uniti, dal 7 al 13 febbraio 1977.

## Campioni

### Singolare
Guillermo Vilas ha battuto in finale  Stan Smith con il punteggio di 3–6, 6–0, 6–3, 6–2

### Doppio
Bob Hewitt /  Frew McMillan hanno battuto in finale  Ion Țiriac /  Guillermo Vilas con il punteggio di 7–6, 6–2